# Mera (rivière)
Pour les articles homonymes, voir Mera.
Ne doit pas être confondu avec la Maira, autre affluent du Pô
La Mera ou Maira est une rivière, appartenant au bassin du Pô, prenant sa source en Suisse, dans le canton des Grisons.

## Géographie

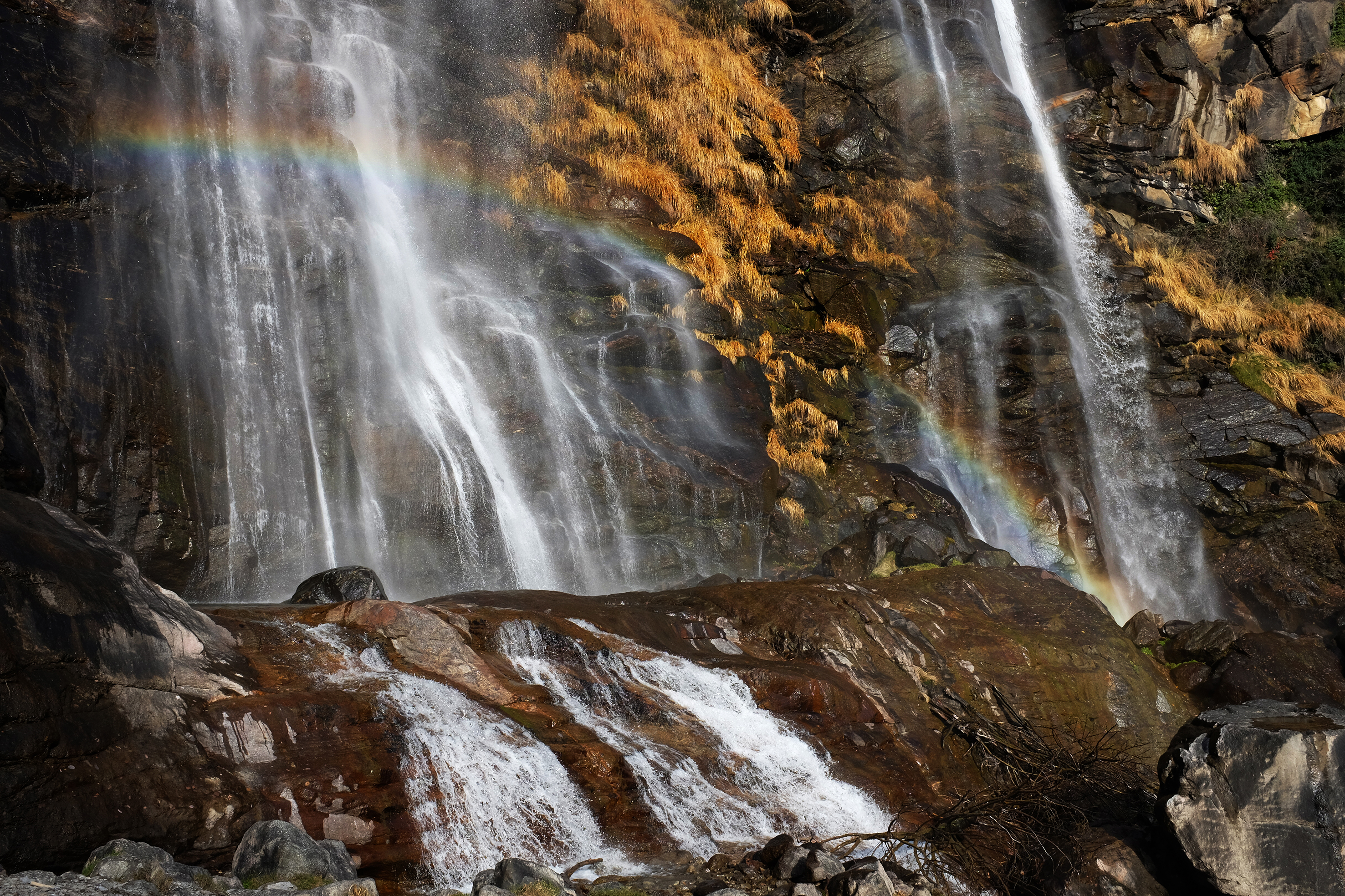
Chute d'eau sur l'acqua fraggia, un affluent de la Mera. Novembre 205.

Elle naît de la confluence de plusieurs ruisseaux de montagnes dans les Alpes. Elle passe à Chiavenna, puis dans le lac de Mezzola et se jette dans le lac de Côme. C'est donc un sous-affluent du Pô par l'Adda